# 岡本貴美子
岡本 貴美子（おかもと きみこ、1932年または1933年 - ）は、日本の陸上競技選手。専門は短距離走。  

## 来歴
京都に生まれる。
光華高等学校在学中の1949年に、全国高等学校総合体育大会陸上競技大会（インターハイ）の100mに12秒8で優勝する。1950年6月4日の地域対抗陸上に近畿代表として100mに出場し、12秒5で優勝。これは当時の戦後タイ記録だった。
1950年・1953年の日本陸上競技選手権大会には「光華陸友クラブ」所属として出場した。1950年大会の200mで記録した25秒7は、戦後タイ記録だった。
1951年アジア競技大会（ニューデリー）において4×100 mリレーと200 mで金メダルを獲得した。このアジア大会後の『アサヒグラフ』4月25日号では表紙を飾った。このとき、「光華女子短期大学1年在学中」と紹介されている。
1952年12月に、ヘルシンキオリンピックの中距離走代表選手だった山本弘一との婚約が報じられ、岡本は「翌春に光華大学を卒業予定」と記されていた。
1953年には同志社大学所属として西日本学生陸上競技対校選手権大会に出場している。
1954年アジア競技大会（マニラ）において4×100 mリレーで銀メダルを獲得した。ただし、当人は大会後の新聞による出場女子選手アンケート記事に、「うれしかったこと」について「残念ながらうれしかったことはない」、「残念だったこと」については「不調のドン底から抜けられず、みじめな敗北に終った」と記している。
1955年10月30日に、婚約していた山本と結婚式を挙げた。報道では岡本は当時八幡製鐵大阪支店に勤務していた。

## 主な成績
- 1950年 日本陸上競技選手権大会 200m 優勝 (25秒7)[6]
- 1951年アジア競技大会 4×100 mリレー・200 m 優勝、100m 3位
- 1953年 日本陸上競技選手権大会 100m 優勝 (12秒7)[7]
- 1954年アジア競技大会 4×100 mリレー 2位[9][10][11]